# Krvavi most
Krvavi most zagrebačka je ulica koja povezuje Radićevu ulicu s Tkalčićevom ulicom. Ulica je nazvana po bivšem mostu na Medveščaku koji je postao beskoristan nakon betoniranja Medveščaka. Iako je most postao ulica, ime je ostalo zbog povijesnih razloga – kao podsjetnik na zagrebačku povijest.

## Povijest
Most je dobio ime zbog neprestanih sukoba na njegovima drvenima gredama između građana Kaptola i Gradeca. Ime Krvavi most prvi put se u povijesnima spisima pojavljuje 1667. godine kada 17. studenoga dolazi do bitke. Ti sukobi su počeli u 14. stoljeću, a u 18. stoljeću postignut je mir između zaraćenih strana. Građani Kaptola i Gradeca sagradili su most i pretvorili ga u trajnu prometnicu od gornjogradskih bedema s Kamenitim vratima do kaptolskih vrata u današnjoj Skalinskoj ulici. Taj je most povezivao gradsku općinu s kaptolskim Zagrebom. Zbog razvoja industrije došlo je do zagađenja koje je natjeralo gradske vlasti na uvođenje kanalizacije. Taj zahvat je doveo do zatvaranja potoka Medveščak i konačnoga rušenja mosta 1899. godine.

## U književnosti
- Marija Jurić Zagorka napisala je roman o mostu zvan Tajna krvavog mosta.
- Dubravko Horvatić napisao je legendu koja je dio zbirke legendi Grički top i druge legende.
- Mirko Bogović autor je pripovijesti Krvavi most u Zagrebu.